# ヴィッラドーゼ
ヴィッラドーゼ（伊: Villadose）は、イタリア共和国ヴェネト州ロヴィーゴ県にある、人口約4,700人の基礎自治体（コムーネ）。

## 地理

### 位置・広がり

#### 隣接コムーネ
隣接するコムーネは以下の通り。
- アドリア
- チェレニャーノ
- ロヴィーゴ
- サン・マルティーノ・ディ・ヴェネッツェ

### 気候分類・地震分類
ヴィッラドーゼにおけるイタリアの気候分類 (it) および度日は、zona E, 2466 GGである。
また、イタリアの地震リスク階級 (it) では、zona 3 (sismicità bassa) に分類される。